# Smith Dykins Atkins
Smith Dykins Atkins (9 juin 1836 - 27 mars 1913) est un rédacteur en chef d'un journal américain, avocat, et un colonel de l'armée de l'Union, qui commande temporairement des brigades d'infanterie pendant deux périodes, de cavalerie pendant trois périodes et qui a été récompensé par un brevet de brigadier général des volontaires et un brevet de major général des volontaires. Après les hostilités, il retourne à son travail éditorial et devient un auteur.

## Avant la guerre
Atkins naît à Horseheads, New York, en 1836. Il part pour l'Illinois en 1845 et plus tard entre à l'université de Rock River (en) à Mount Morris. Il devient aussi rédacteur en chef de la Gazette de la ville et commence à pratiquer le droit. Il est un partisan et un agent électoral d'Abraham Lincoln pour la présidence des États-Unis. Il est élu procureur général en 1860. Il est le premier homme à s'engager en tant que soldat volontaire dans le comté de Stephenson, Illinois à l'éclatement de la guerre de Sécession.

## Guerre de Sécession
À la suite de l'appel du président Lincoln pour la levée de volontaires à l'éclatement de la guerre de Sécession, Atkins choisit immédiatement de défendre la cause de l'Union et entre dans les rangs des volontaires de son État. Il sert dans le théâtre occidental du conflit. Il est nommé capitaine dans le 11th Illinois Infantry le 30 avril 1861, et est promu commandant le 21 mars 1862. En avril, il est adjoint à l'adjudant général de la 4th division de l'armée du Tennessee, mais le 17 avril 1862 démissionne pour prendre une disponibilité de service pour des raisons de santé.
Atkins reprend le service militaire à l'automne lorsqu'il est nommé colonel du 92nd Illinois Mounted Infantry le 4 septembre 1862. En février 1863, il reçoit le commandement d'une brigade de l'armée du Kentucky (département du Cumberland) jusqu'au 8 juin 1862. Ensuite, il commande une brigade du corps de réserve de l'armée du Cumberland jusqu'au 15 juillet 1862, où il est transféré dans le corps de cavalerie du département. Il commande ensuite deux brigades de cavalerie du département du Cumberland et une du département militaire du Mississippi en 1865 et 1865. Pendant ces commandements, il mène une brigade de cavalerie lors de la marche vers la mer du major général William T. Sherman.
Bien qu'Atkins n'est pas nommé pleinement au grade de général le président Abraham Lincoln nomme Atkins au grade de brigadier général breveté des volontaires le 23 janvier 1863 avec une de prise de rang au 12 janvier 1865, et le sénat des États-Unis confirme la nomination le 14 février 1865. Atkins quitte le service actif des volontaires le 21 juin 1865 et il retourne à sa vie civile en Illinois. Le 21 mars 1866, le président Andrew Johnson nomme Atkins pour la récompense d'un grade de major général breveté des volontaires avec une date de prise de rang au 13 mars 1865, et le sénat des États-Unis confirme la récompense le 26 avril 1866.

## Commandement de brigade
Smith Dykins Atkins commande plusieurs brigades de l'armée de l'Union pendant la guerre de Sécession. Les unités et les dates sont les suivantes :

### Infanterie
- 2nd brigade, division d'Absalom Baird, département du Cumberland (février - 8 juin 1863)
- 1st brigade, 1st division, corps de réserve, armée du Cumberland (8 juin 1863 - 15 juillet 1863)

### Cavalerie
- 3rd brigade, 2nd division, corps de cavalerie, département du Cumberland (28 janvier 1864 - 20 février 1864)
- 3rd brigade, 3rd division, corps de cavalerie, département du Cumberland (13 mai 1864 - 21 mai 1864)
- 2nd brigade, 3rd division, corps de cavalerie, division militaire du Mississippi (5 novembre 1864 -12 janvier 1865)[1]

## Mariage avec Ella Swain
Alors que la guerre de Sécession se termine, le général Atkins est responsable des forces qui occupent l'université de la ville de Chapel Hill, Caroline du Nord. Le 17 avril 1865 (dimanche de Pâques), Atkins rend visite à la maison de David Swain, le président de l'université de Caroline du Nord. Les deux hommes partagent la passion de l'histoire. Pendant qu'ils discutent ensemble, la fille du prédisent Swain, Ella, leur apporte un livre d'histoire. Atkins commence rapidement à courtiser Ella, et le couple se marie le 23 août 1865. Le mariage est controversé, et la mère d'Ella ne mangera pas à la même table qu'Atkins. Le couple réside à Freeport. Atkins et Ella auront six enfants, dont trois atteindront l'âge adulte. Ella meurt de la grippe à l'âge de 38 ans, et est enterrée dans le cimetière [historique] d'Oakwood à Raleigh, Caroline du Nord. L'histoire est relatée dans le livre « Undaunted Heart: The True Story of a Southern Belle & a Yankee General » de Suzy Barile, publié par Eno Publishers en 2009. Barile est l'arrière-arrière petite fille d'Ella Swain et de Smith Atkins.

## Après la guerre
Atkins rédacteur en chef du Daily Journal de Freeport et est aussi receveur des postes de la ville pendant 24 ans. Il publie au moins deux livres ; « Democracy and Dred Scott » en 1860 et « Abraham Lincoln » en 1909. Il écrit aussi « With Sherman's Cavalry Marching Through Georgia » [Chicago: S. Harris, 1870, OCLC 15122594]. Il est le premier président de la bibliothèque publique de Freeport et un membre du conseil d'éducation. Il est aussi actif dans les organisations et les affaires de vétérans. Atkins meurt à Freeport en 1913, et est enterré dans le cimetière de la ville.